# ISO 3166-2:TO

Divisionen von Tonga

Die Liste der ISO-3166-2-Codes für  Tonga enthält die Codes für die fünf Divisionen von Tonga.

Die Codes bestehen aus zwei Teilen, die durch einen Bindestrich voneinander getrennt sind. Der erste Teil gibt den Landescode gemäß ISO 3166-1 (für  Tonga TO), der zweite den Code für die Division wieder.
Die aktuellen Codes stehen auf der Seite der ISO unter #iso:code:3166:TO zur Verfügung.

| Division  | Code  |
| --------- | ----- |
| ʻEua      | TO-01 |
| Haʻapai   | TO-02 |
| Niuas     | TO-03 |
| Tongatapu | TO-04 |
| Vavaʻu    | TO-05 |